# Gerhardus Jan Adema
Gerhardus Jan Adema (Frjentsjer, 26 de diciembre de 1898-Ljouwert, 15 de diciembre de 1981) fue un pintor de los  Países Bajos. Escultor, conferenciante, y medallista.

## Datos biográficos
Adema fue pintor en Huizum, como artista fue autodidacta.  Se anunció en 1938 en el Leeuwarder Courant un  como "Schildersbedrijf G.J. Adema ,escultor , pintor de retratos y publicidad." Era un miembro de la Unión de Artistas frisones.
Adema se había especializado como pintor de caballos, expuso en la feria anual de caballos en Leeuwarden. Como escultor, hizo retratos de bronce de varios. 
Su obra más famosa es sin duda el de la stamboekkoe Frisian (1954), en el lenguaje popular, era apodada "Us Mem"  , "nuestra madre".
Adema  murió en el Hospital de San Bonifacio en Leeuwarden, menos de dos semanas antes de su cumpleaños número 83. 

## Obras (selección)
Entre las mejores y más conocidas obras de Adema se incluyen las siguientes:
Damwoude
- doopvont (1956) font (1956)

Bolsward
- Francisco de Asís (1949)
- Gysbert Japicx (1960)
- busto de Tito Brandsma (1966)

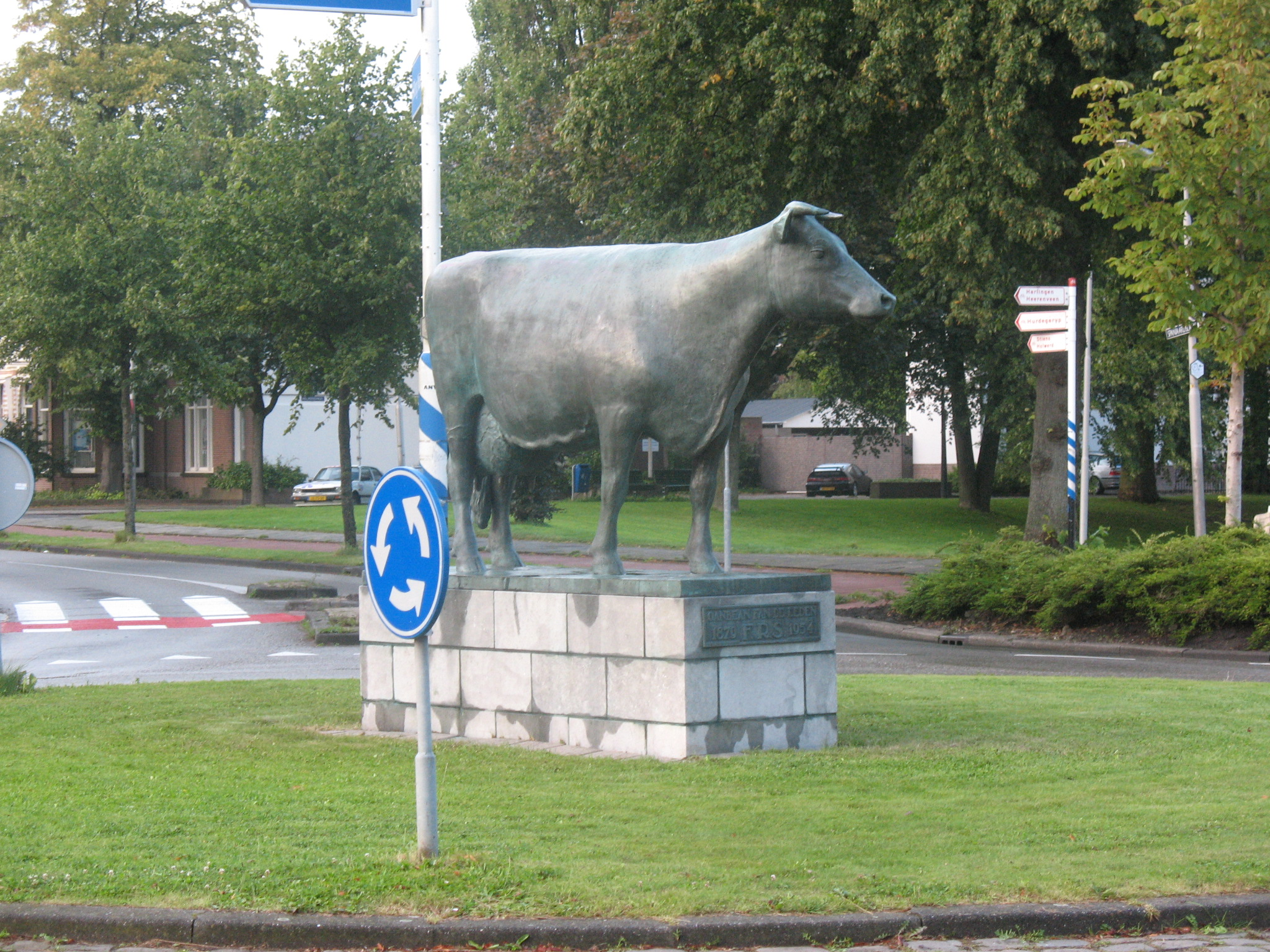
"Nuestra madre", nombre con que se conoce popularmente a la escultura de la Vaca frisona, la escultura más famosa de Adema

- placa en memoria de Gysbert Japicksbrêge.

Dronrijp
- busto de Eise Eisinga (1982)

Franeker
- placa de bronce a Eise Eisinga (1928), se incorporó en 2006 en una nueva obra de arte.

Leeuwarden
- stamboekkoe Frisian -  Us Mem (1954)

Pingjum
- Monumento Lammert Scheltes Hilarides (1937)

## Galería

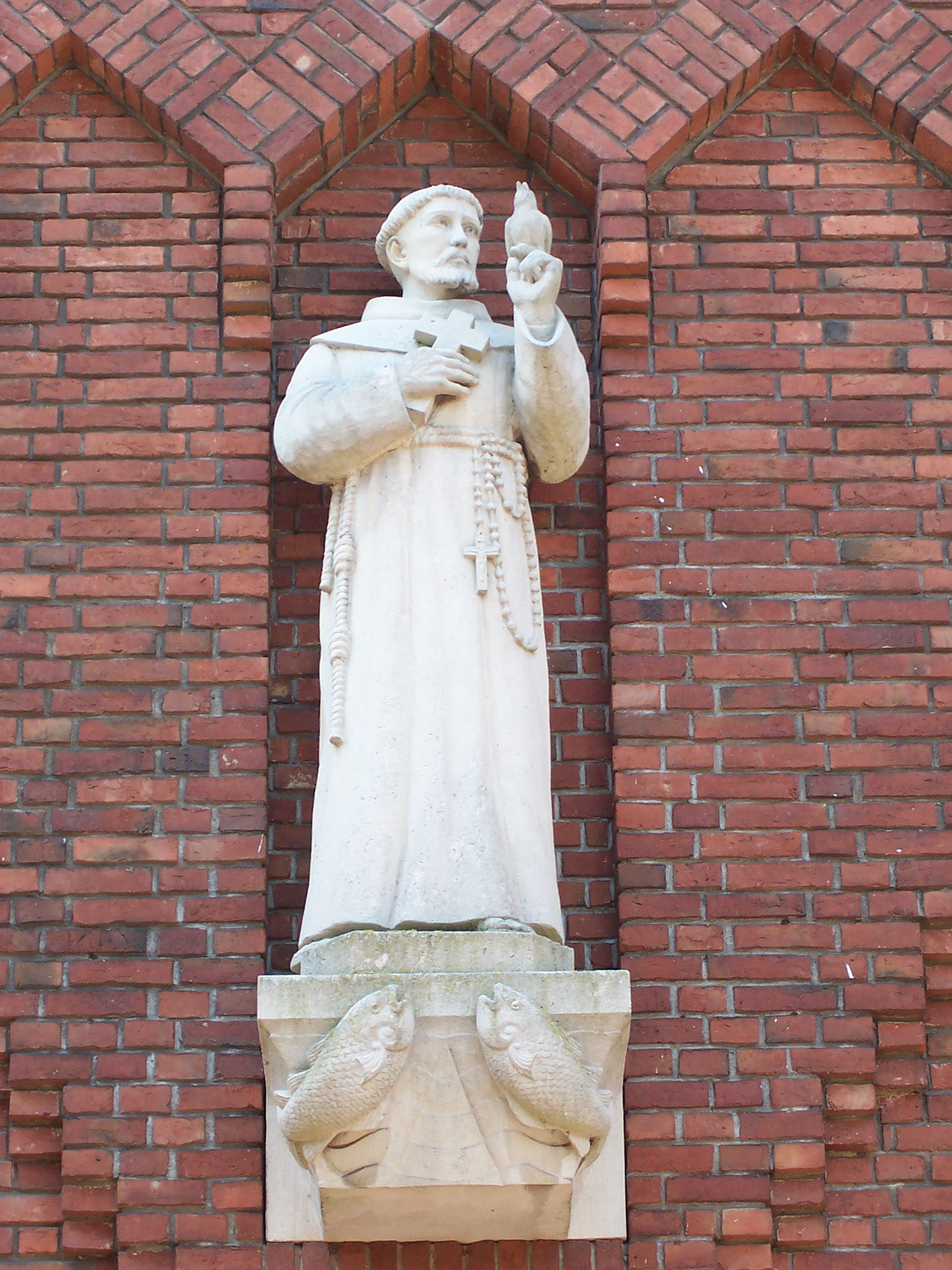
Francisco de Asís
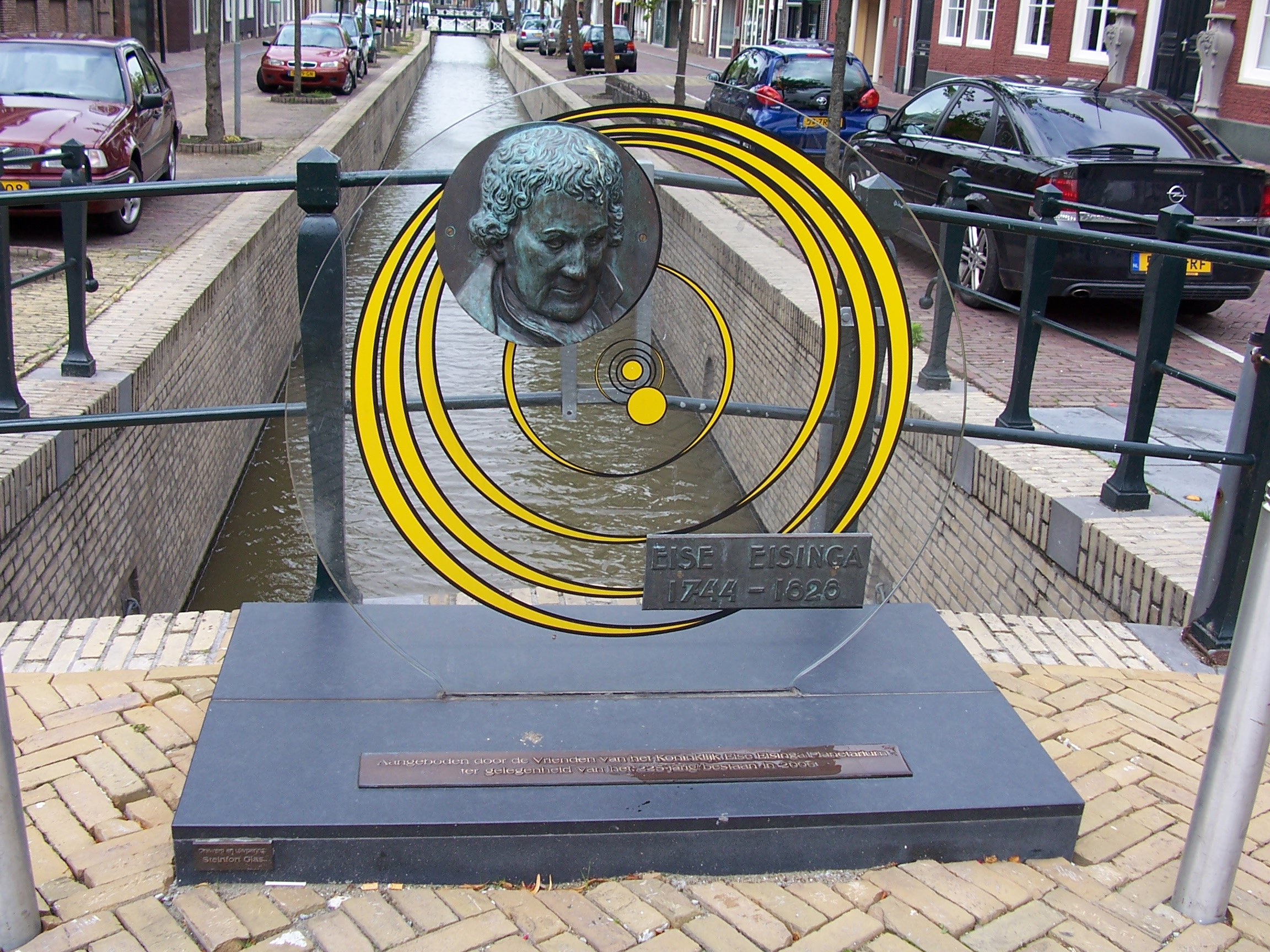
Eise Eisinga
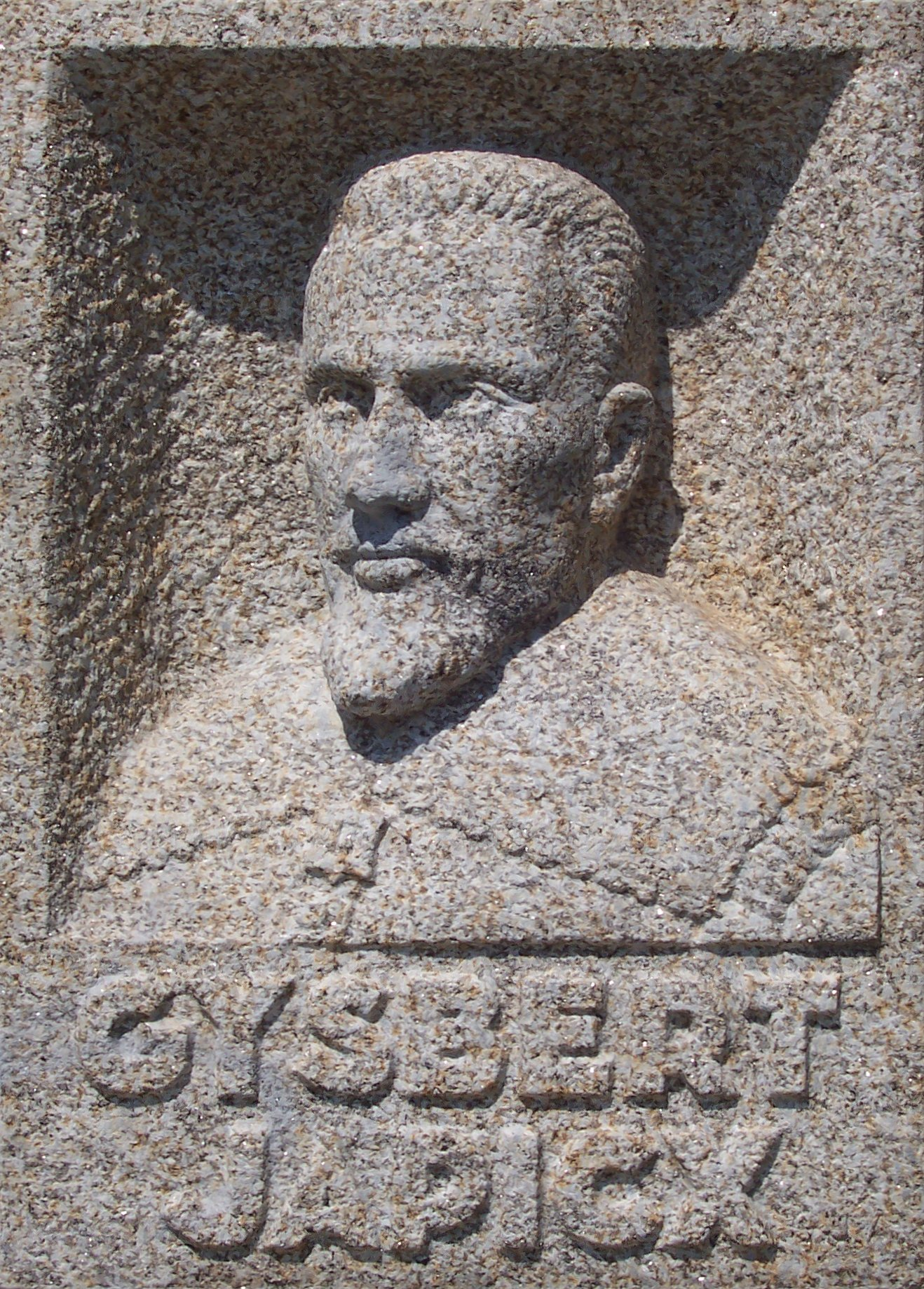
Gysbert Japiks
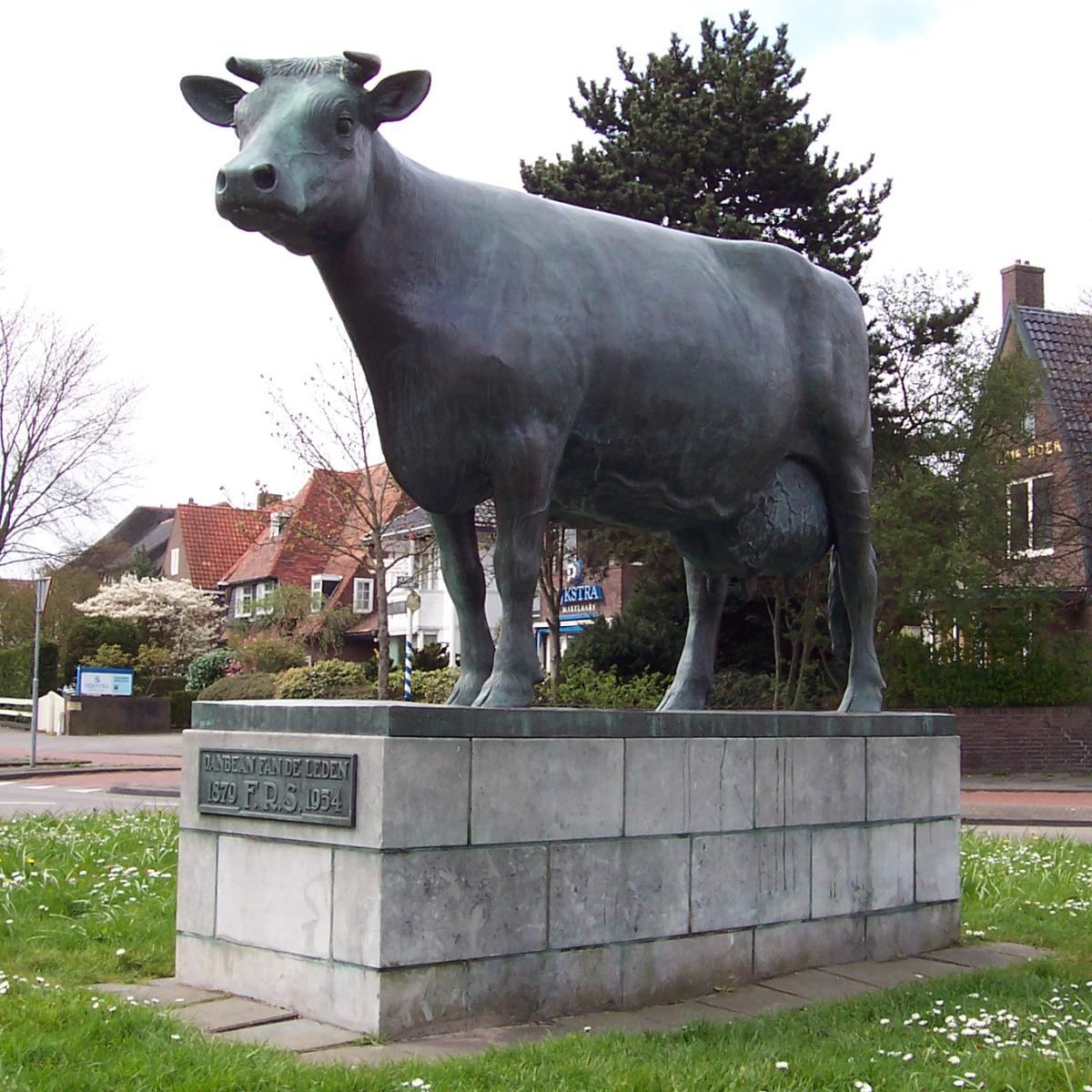
Us-mem